# بارش شهابی

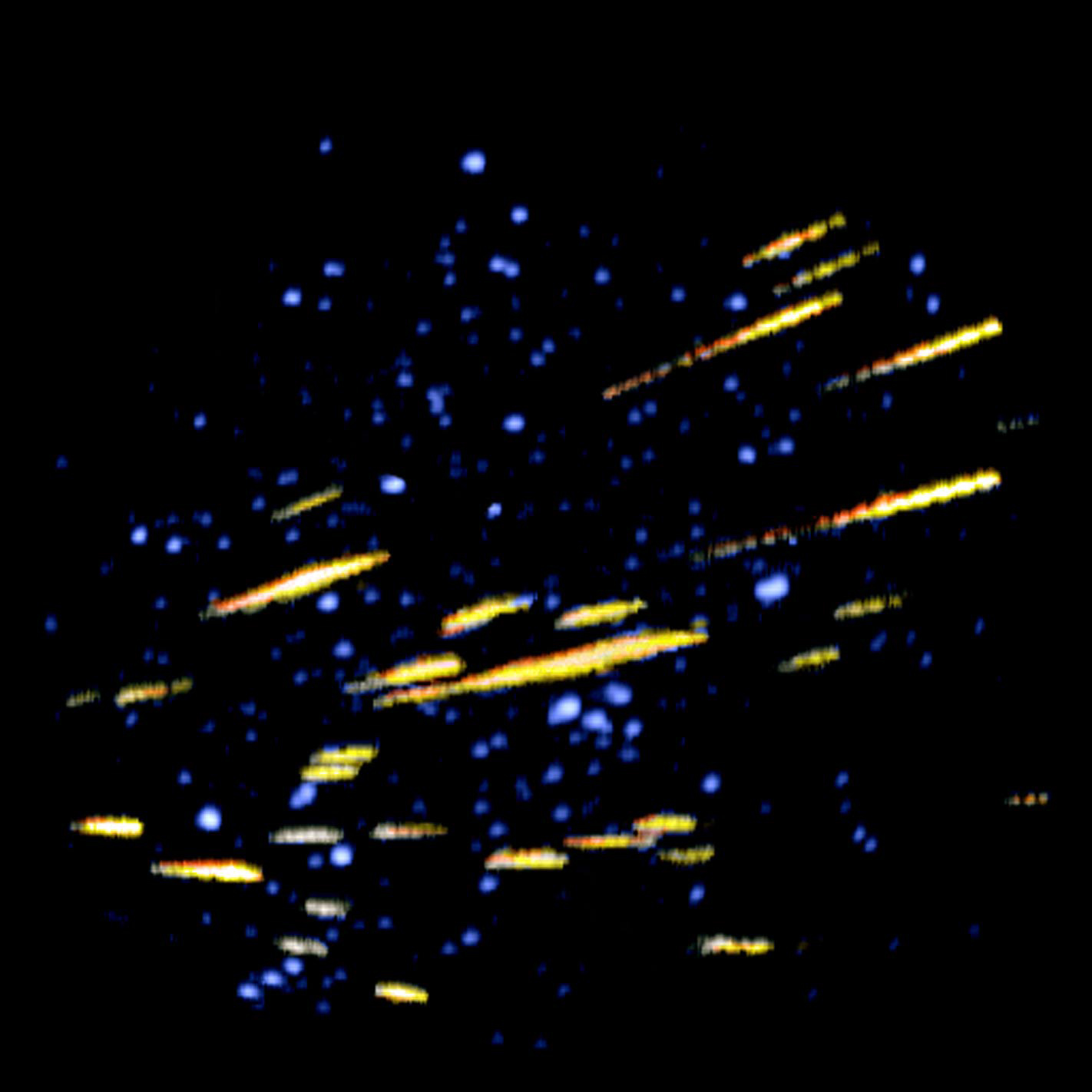
بارش شهابی برساوشی در سال ۱۹۹۵. در این عکس چند شهاب که با فاصله زمانی چند دقیقه از هم پدیدار شده‌اند روی یک فیلم ثبت شده‌است.

بارش شهابی یک پیش‌آمد آسمانی در آسمان شب است که در هنگام عبور سیارهٔ زمین در پیمودن مسیر مدار خود از میان توده‌ای از ذرات در فضا که شهاب‌واره خوانده می‌شوند رخ می‌دهد. در جریان حادث شدن این رویداد تعداد زیادی شهاب‌واره در جو زمین می‌سوزند. هر بارش شهابی در ناحیهٔ مشخصی از آسمان اتفاق می‌افتد و به این محل کانون بارش گفته می‌شود. جهت حرکت شهاب‌ها متفاوت است ولی امتداد مسیر آن‌ها به کانون بارش آن رویداد منتهی می‌شود. به دلیل دورنمای سه بُعدی، چنین به نظر می‌رسد که تمام شهاب‌هایی که از یک راستا می‌آیند، از یک نقطه گسیل می‌شوند.
از جملهٔ این بارش‌های شهابی، می‌توان از برساوشی‌ها در ماه اوت و جوزائی‌ها در دسامبر نام برد. این نام‌گذاری بر اساس نام برساوش صورت گرفته که آسمان زمین در آن وقت سال در حوالی آن صورت فلکی این رویداد را در بخشی از زمین نشان می‌دهد. به نظر می‌رسد نقطهٔ گسیل در آن‌جا قرار دارد. به‌طور میانگین، در هر ساعت می‌توان چند شهاب پراکنده را دید. در یک بارش شهابی شدید، حتی تا چند ده شهاب در دقیقه قابل رؤیت است؛ هر چند که نرخ عادی، چند ده شهاب در ساعت است.

## بارش‌های شهابی معروف
در طول سال زمین در زمان‌های مشخّصی از میان توده‌های ذرات عبور می‌کند. این توده ذرات معمولاً بجا مانده از عبور سیارک‌ها و دنباله‌دارها است. برخی بارش‌های شهابی مشهور عبارت‌اند از:
| بارش                      | اوج بارش    | شرح |
| ------------------------- | ----------- | --- |
| بارش شهابی اسدی           | ۲۶ آبان     |     |
| بارش شهابی جباری          | ۲۹ مهر      |     |
| بارش شهابی جوزائی         | ۲۳ آذر      |     |
| بارش شهابی برساوشی        | ۲۲ مرداد    |     |
| بارش شهابی ثوری           | ۱۹ آبان     |     |
| بارش شهابی شلیاقی         | ۲ اردیبهشت  |     |
| بارش شهابی آلفا ارابه‌رانی | ۱۰ شهریور   |     |
| بارش شهابی ربعی           | ۱۳ دی       |     |
| بارش شهابی اتا دلوی       | ۱۶ اردیبهشت |     |
| بارش شهابی اژدهایی        | ۱۶ مهر      |     |
| بارش شهابی آلفا قنطورسی   | ۱۹ بهمن     |     |
| بارش شهابی پی‌کشتیدمی      | ۶ اردیبهشت  |     |
| کاپا سیگنیدز              | ۸ مرداد     |     |